# Конрад Вернер
Ко́нрад Ве́рнер (англ. Conrad Verner) ― вымышленный персонаж из серии игр Mass Effect, созданных компанией BioWare. Он самый преданный поклонник капитана Шепард(а), стремящимся во всём быть похожим на своего кумира. Конрад появляется во всех играх оригинальной трилогии, во всех трёх играх он может погибнуть.
Персонажа озвучил Джефф Пейдж, а Василий Дахненко озвучил его на русском языке в первой части. Конрад — комедийный персонаж, чей образ является шуткой над главным героем трилогии и над компьютерными ролевыми играми в целом, его диалоги также высмеивают игровые условности, присущие серии. Персонаж был положительно оценён как критиками, так и игроками. Некоторые рецензенты утверждали, что Конрад — самый недооценённый персонаж в франшизе.

## Описание
Конрад Вернер является самым главным фанатом Шепард(а). Он невероятно навязчив и буквально боготворит капитана. Конрад всеми силами старается быть похожим на протагониста и чрезмерно уверен в себе, поэтому даже хочет стать Спектром. Из-за этого поклонник будет очень подавлен, если Шепард по воле игрока решит тому угрожать. На протяжении серии часто упоминается его жена, которая, судя по диалогам, его не понимает. Однако в Mass Effect 3 оказывается, что он выдумал свою супругу. При этом личность Вернера на протяжении всей трилогии меняется в лучшую сторону. Со временем поклонник понимает, что он не создан для опасных приключений. Позже выясняется, что он написал научную работу, посвящённую ксенотехнологиям и тёмной энергии. В Mass Effect 3 он тратит все свои деньги ради спасения детей во время войны со Жнецами.

### История
Впервые Конрад появляется на Цитадели. Там он просит Шепард(а) дать ему автограф, а после и сфотографировать капитана. Затем Конрад предлагает Шепард(у) записать его в Спектры. В Mass Effect 2 Вернер отправляется на планету Иллиум, где приобретает броню «N7» на чёрном рынке и решает побороть преступность. В результате оказывается, что того использовали ради вымогательства. В Mass Effect 3 Конрад начинает сотрудничать с экстремистской организацией «Цербер», на которую вынужден был работать капитан в Mass Effect 2. Выясняется, что Конрад был нужен «Церберу», чтобы совершить диверсию. Увидев, что диверсант хочет убить капитана, Конрад жертвует собой, чтобы спасти своего кумира. В зависимости от принятых решений, персонаж может как погибнуть, так и выжить во всех трёх играх.

## Создание
Персонажа озвучивал Джефф Пейдж. Помимо Вернера, тот был голосом и других второстепенных персонажей. По признанию Марка Мира, озвучившего Шепард(а), Пейдж — его друг. Из-за этого, записав некоторые агрессивные реплики, он испытывал противоречивые чувства. Дубляжом игры на русский занималась студия Snowball, голосом персонажа был Василий Дахненко.
По заявлению коммьюнити-менеджера Криса Пристли, персонажа могли вырезать после первой части Mass Effect, но разработчики настояли на том, что его лучше оставить. Команда сценаристов из BioWare стремилась сделать сюжет Mass Effect 2 опирающимся на решения, сделанные в первой части. Именно поэтому то, как игрок вёл себя с персонажем, находит отражение в сиквеле. Однако в этой игре происходила программная ошибка. Во второй части персонаж всегда злился на агрессивное поведение Шепард(а), даже если игрок вёл себя дружелюбно с Конрадом в первой части. Разработчики в Mass Effect 3 попытались это исправить и обосновать поведение персонажа. В третьей части Конрад объясняет свой поступок тем, что он при встрече с Шепард(ом) был очень взволнован и неправильно отреагировал, после чего за это извиняется.
В переиздании серии 2021 года, Mass Effect: Legendary Edition, ошибка, связанная с персонажем, не была ликвидирована. Узнав об этом, фанат сделал мод, который исправляет данный баг. В модификации Конрад помнит, как Шепард поступил(а) с ним в первой части серии, поэтому в Mass Effect 2 он может как обрадоваться встрече с капитаном, так и обвинить того в грубости. Помимо этого в каюте капитана появляется фото Вернера, с помощью которого игрок может заново выбрать, как он общался со своим поклонником.

## Популярность

### Оценки
Этот надоедливый суперфанат на самом деле намного больше, чем может показаться на первый взглядДжонатан Голден, Screen Rant

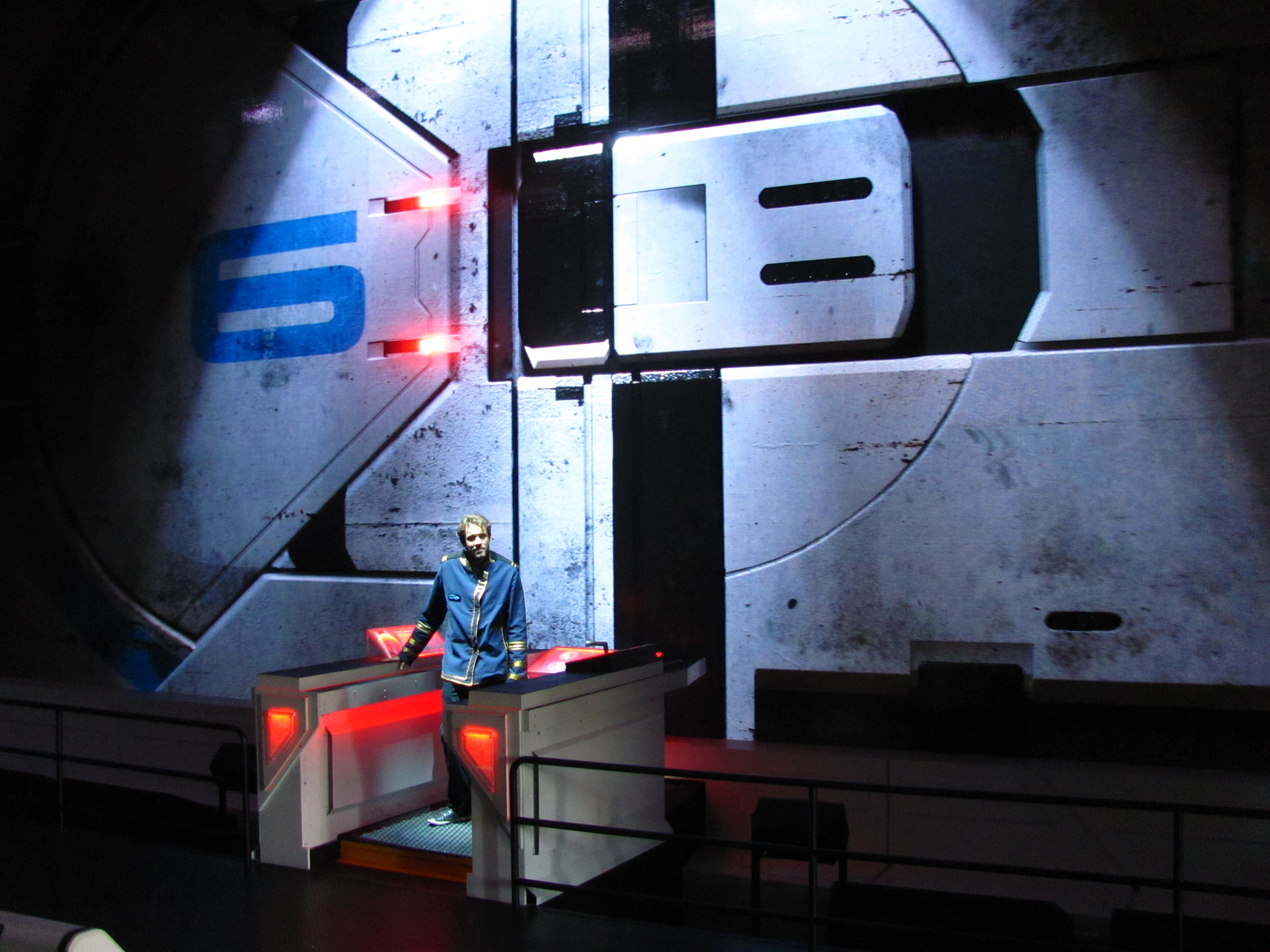
В парке развлечений, посвящённом Mass Effect, Конрад Вернер присутствует на одном из аттракционов

Персонаж был положительно оценён как игроками, так и критиками. Из-за любви команды разработчиков к персонажу он был оставлен в Mass Effect 2. Поклонник Шепард(а) попал в список десяти персонажей, которых не нужно спасать, заняв последнее место. Критик обосновал свой выбор тем, что Конрад «на удивление способный». По мнению Лианы Рупперт, его история очень реалистична и отражает переживания человека после предательства. Чарли Стюарт на сайте Game Rant написал, что Конрад — один из самых странных персонажей в серии Mass Effect. Джонатан Голден на сайте Screen Rant отметил, что персонаж является одним из самых недооценённых персонажей франшизы. Также критик сказал, что любой игрок, который решил отыгрывать доброго Шепард(а), должен поговорить с ним. Джоди Макгрегор на сайте PC Gamer отметил, что недооценивал Вернера, так как тот совершал совершенно неожиданные поступки. Также Джоди написал, что именно во время прохождения сюжетной линии Конрада решения игрока действительно приобретают значимость и могут повлиять на события кардинально.
Однако поклонник капитана получил и долю критики. Он попал в список персонажей, которых нужно было бы бросить на верную смерть. Критик обосновал свой выбор чрезмерной наглостью Конрада. Джоди Макгрегор заявил, что сперва ассоциировал Конрада с Восторженным поклонником из The Elder Scrolls IV: Oblivion, которого многие ненавидели из-за его навязчивости.

### Наследие
В спин-оффе Mass Effect: Andromeda разработчиками была добавлена отсылка к персонажу. По сюжету в галактику Андромеда отправились представители людей и нескольких инопланетных рас. Среди них была и его сестра, Кассандра Вернер, которая может рассказать о своём брате. В игре Dragon Age II от той же студии появляется персонаж Конрад Вернхарт. В Mass Effect: New Earth, парке развлечений, посвящённом серии, на одном из аттракционов актёр Брайан Миллер изображает Конрада Вернера. До этого Миллер работал режиссёром-постановщиком, но по просьбе менеджера по развлечениям он стал исполнять роль Конрада.